# Liste der Bodendenkmäler in Hohenberg an der Eger
Auf dieser Seite sind die Bodendenkmäler in der oberfränkischen Stadt Hohenberg an der Eger zusammengestellt. Diese Tabelle ist eine Teilliste der Liste der Bodendenkmäler in Bayern. Grundlage ist die Bayerische Denkmalliste, die auf Basis des Bayerischen Denkmalschutzgesetzes vom 1. Oktober 1973 erstmals erstellt wurde und seither durch das Bayerische Landesamt für Denkmalpflege geführt wird. Die folgenden Angaben ersetzen nicht die rechtsverbindliche Auskunft der Denkmalschutzbehörde.

## Bodendenkmäler in Hohenberg an der Eger
| Lage       | Objekt                                                                              | Akten-Nr.     | Bild           |
| ---------- | ----------------------------------------------------------------------------------- | ------------- | -------------- |
| (Standort) | Burgstall des späten Mittelalters.                                                  | D-4-5838-0005 |                |
| (Standort) | Dammanlage vermutlich des späten Mittelalters.                                      | D-4-5838-0066 |                |
| (Standort) | Burgstall des Mittelalters.                                                         | D-4-5839-0005 |                |
| (Standort) | Dammanlage vermutlich des späten Mittelalters.                                      | D-4-5838-0022 |                |
| (Standort) | Untertägige Bauteile der spätmittelalterlichen Burganlage in Hohenberg an der Eger. | D-4-5939-0006 | weitere Bilder |
| (Standort) | Untertägige Bauteile der spätmittelalterlichen und neuzeitlichen Elisabethkirche.   | D-4-5939-0007 |                |